# Tomáš Goder
Tomáš Goder (n. 4 septembrie 1974, Desná⁠(d), Republica Socialistă Cehă, Cehoslovacia) este un săritor cu schiurile ce a reprezentat Cehia, medaliat olimpic. A participat la o ediție a Jocurilor Olimpice (1992) în care a câștigat o medalie de bronz.

## Participări
Lista de mai jos prezintă principalele competiții la care a participat Tomáš Goder de-a lungul carierei.
- ski jumping at the 1992 Winter Olympics – large hill team[*]